# Aftertouch
Als Aftertouch bezeichnet man bei elektronischen Tasteninstrumenten wie Synthesizern oder Keyboards die Steuerung durch auf die Tastatur ausgeübten Druck. Durch stärkeres oder schwächeres Drücken der Taste nach dem eigentlichen Tastendruck werden dabei kontinuierlich weitere Signale erzeugt, die verwendet werden, um Ton oder Klangfarbe zu modulieren – etwa die Tonhöhe, die Intensität eines Vibratos, die Lautstärke, aber auch die verwendete Wellenform oder den Filter.
Speziell beim Einsatz von MIDI-Geräten gilt es, zwischen zwei Arten von Aftertouch zu unterscheiden:
- monophoner Aftertouch („Channel Aftertouch“), bei dem der Druckwert sich auf alle im jeweiligen MIDI-Kanal übertragenen Noten gleich auswirkt
- polyphoner Aftertouch, der für jede Note einzeln übertragen wird

## Technik
Polyphoner Aftertouch war bereits 1976 mit dem Yamaha CS-80 möglich. Die meisten auf dem Markt erhältlichen Tastaturen sind jedoch lediglich in der Lage, monophone Aftertouch-Signale zu generieren, da die Generierung von Druckwerten für jede einzelne Taste deutlich komplexer ist.
In der Regel liegt dazu über die ganze Breite der Tastatur ein Element, das unter Krafteinwirkung seinen elektrischen Widerstand oder seine Kapazität verändert. Verwendet werden dafür häufig FSR-Elemente oder zwei Metallstreifen, die durch eine Isolierschicht getrennt einen Kondensator bilden. Möglich ist auch die Verwendung von Piezo-Elementen; für das Eigenbau-Masterkeyboard LMK3 der Firma Doepfer wurden einfache Piezo-Schallgeber verwendet, die günstig und leicht verfügbar sind.
Polyphone Tastaturen nutzen oft ein Verfahren, mit dem sich Anschlagsdynamik und Druck auf die Taste messen lassen; Beispiele sind die kapazitive Tastatur des Arturia MicroFreak-Synthesizers oder Controller, die auf Drumpads basieren, wie die schachbrettartigen Launchpad-Tastaturen von Novation. MIDI-Nachrüstsätze für Rhodes-E-Pianos basieren auf Infrarotsensoren.
Geräte wie das Roli Seaboard, der Haken Continuum Synthesizer oder das Linnstrument nutzen ebenfalls polyphonen Aftertouch, um den Klang zu formen. Dort wird die MIDI-Erweiterung MPE zur Übertragung der Steuersignale genutzt.

## Übertragung über MIDI
Im MIDI-Standard werden die Druckinformationen nicht, wie sonst üblich, als Controllerwert (Continuous Controller, CC) mit dem Befehlscode 0xBn 0xvv übertragen (n steht für den MIDI-Kanal, vv für den 7-Bit-Wert des Controllers), sondern über eigene Befehle:
- Channel-Aftertouch: 0xDn 0xvv (n = MIDI-Kanal, vv = Aftertouch-Wert)
- Polyphoner Aftertouch: 0xAn 0xkk 0xvv (n = MIDI-Kanal, kk = Note, vv = Aftertouch-Wert)

Wie beim CC-Befehl können Steuersignale mit maximal 7 Bit Auflösung übertragen werden, also Werte von 0-127.

### Verhältnis zu MPE
Als Alternative zum polyphonen Aftertouch ist 2018 der MPE-Standard definiert worden. In dieser Erweiterung der MIDI-Definition bekommt ein Sound auf einem Gerät mehrere MIDI-Kanäle zugewiesen, sodass für jede Note über ihren jeweiligen Kanal individuelle Controller- und Aftertouch-Werte übertragen werden können. MPE verwendet dabei Channel-Aftertouch-Meldungen, die aber polyphon auf mehreren MIDI-Kanälen erzeugt und übertragen werden.